# The New Oscar Pettiford Sextet
The New Oscar Pettiford Sextet è il primo album (come leader) di Oscar Pettiford, pubblicato dalla Debut Records nel 1954 (erroneamente, molte fonti indicano il 1953 come data di pubblicazione, mentre nei cataloghi ufficiali è riportato come 1954). Il disco fu registrato il 29 dicembre 1953 a New York.

## Tracce
Lato A
1. The Pendulum at Falcon's Lair – 4:44 (Oscar Pettiford)
2. Tamalpais Love Song – 3:52 (Oscar Pettiford)
3. Jack, the Fieldstalker – 4:34 (Oscar Pettiford)

Lato B
1. Stockholm Sweetin' – 4:14 (Quincy Jones)
2. Low and Behold – 3:27 (Oscar Pettiford)

LP pubblicato nel 1964 dall'etichetta Fantasy Records (6010) dal titolo My Little Cello
Lato A
1. The Pendulum at Falcon's Lair – 4:45 (Oscar Pettiford) – Registrato il 29 dicembre 1953 a New York
2. Tamalpais (Song of Love to the Winds) – 3:54 (Oscar Pettiford) – Registrato il 29 dicembre 1953 a New York
3. Jack the Fieldstalker – 4:34 (Oscar Pettiford) – Registrato il 29 dicembre 1953 a New York
4. Fru Bruel – 5:20 (Louis Hjulmand) – Registrato il 22 agosto 1959 a Copenaghen (Danimarca)

Lato B
1. Stockholm Sweetin' – 4:15 (Quincy Jones) – Registrato il 29 dicembre 1953 a New York
2. Low and Behold – 3:30 (Oscar Pettiford) – Registrato il 29 dicembre 1953 a New York
3. I Succumb to Temptation – 5:35 (Louis Hjulmand) – Registrato il 22 agosto 1959 a Copenhagen (Danimarca)[1]

Edizione CD del 1999, pubblicato dalla Original Jazz Classics Records
1. The Pendulum at Falcon's Lair – 4:47 (Oscar Pettiford)
2. Tamalpais Love Song – 3:57 (Oscar Pettiford)
3. Jack the Fieldstalker – 4:37 (Oscar Pettiford)
4. Fru Bruel – 5:23 (Louis Hjulmand)
5. Stockholm Sweetin' – 4:16 (Quincy Jones)
6. Low and Behold – 3:31 (Oscar Pettiford)
7. I Succumb to Temptation – 5:38 (Louis Hjulmand)
8. Chickasaw – 2:25 (Terry Gibbs, Shorty Rogers)
9. Bop Scotch – 3:16 (Serge Chaloff)
10. The Most – 2:54 (Al Cohn)
11. Chasin' the Bass[2] – 2:31 (Leonard Feather)

- Brani CD - numero 8, 9, 10 e 11 registrati il 10 marzo 1949 a New York

## Musicisti
Brani A1, A2, A3, A4, B1, B2 e B3 (LP The New Oscar Pettiford Sextet)
- Oscar Pettiford - violoncello
- Oscar Pettiford - contrabbasso (solo nel brano: A2)
- Phil Urso - sassofono tenore
- Walter Bishop - pianoforte
- Julius Watkins - corno francese
- Charles Mingus - contrabbasso (tranne brano: A2)[3]
- Percy Brice - batteria

Brani Fru Bruel e I Succumb to Temptation
- Oscar Pettiford - contrabbasso
- Louis Hjulmand - vibrafono
- Jan Johansson - pianoforte

Brani CD - numero 8, 9, 10 e 11 (Serge Chaloff and the Herdsmen / Oscar Pettiford Orchestra)
- Oscar Pettiford - contrabbasso, leader
- Serge Chaloff - sassofono baritono, leader
- Al Cohn - sassofono tenore
- Red Rodney - tromba
- Earl Swope - trombone
- Barbara Carroll - pianoforte
- Terry Gibbs - vibrafono
- Denzil Best - batteria
- Shorty Rogers - arrangiamenti[4]